# Hasan Chomejní
Hasan Chomejní (persky سيد حسن خمينی‎, * 3. prosince 1972) je íránský islámský duchovní, vnuk Rúholláha Chomejního a syn Ahmada Chomejního. V současné době studuje v íránském svatém městě Qom. Je označován za oponenta bývalého íránského režimu Mahmúda Ahmadínežáda. Působí jako správce Chomejního mauzolea.